# Staatspolitische Kommissionen der Eidgenössischen Räte
Die Staatspolitischen Kommissionen der Eidgenössischen Räte (SPK) sind Sachbereichskommissionen des schweizerischen Parlaments.  Sowohl der Nationalrat als auch der Ständerat verfügen über eine Staatspolitische Kommission. Sie werden mit SPK-N (Staatspolitische Kommission des Nationalrats) und SPK-S (Staatspolitische Kommission des Ständerats) abgekürzt.

## Aufgaben
Den beiden SPK sind durch die Büros folgende Sachbereiche der Bundespolitik zugewiesen:
- Organisation und Verfahren der Regierung und der Bundesverwaltung
- Parlamentsrecht (unter Vorbehalt der besonderen Themen/Kompetenzen der Büros)
- Gewaltenteilung, Kompetenzverteilung zwischen den Bundesbehörden (inkl. Verfassungsgerichtsbarkeit)
- Bundespersonal
- Beziehungen zwischen Bund und Kantonen (allg. und institutionelle Fragen, Gewährleistung der kantonalen Verfassungen)
- Politische Rechte
- Rolle des Staates bei der Meinungsbildung
- Bürgerrecht
- Ausweisschriften
- Ausländerrecht
- Asylrecht
- Datenschutz
- Beziehungen zwischen Staat und Religion

In diesen Sachbereichen haben die SPK folgende Aufgaben (Art. 44 ParlG):
- Sie beraten die ihnen durch das Büro zugewiesenen Geschäfte (insbesondere Entwürfe für Bundesgesetze und Bundesbeschlüsse, parlamentarische Initiativen, Motionen) vor und stellen ihrem Rat dazu Anträge.
- Sie verfolgen die gesellschaftlichen und politischen Entwicklungen, arbeiten bei politischem Bedarf eigene Vorschläge aus (insbesondere parlamentarische Initiativen oder Motionen der Kommission) und unterbreiten diese ihrem Rat.

## Zusammensetzung und Arbeitsweise
Die SPK-N hat 25, die SPK-S 13 Mitglieder, die auf Vorschlag der Fraktionen vom Büro des Rates zu Beginn der Legislaturperiode für eine Amtsperiode von vier Jahren gewählt werden. Ein an der Sitzungsteilnahme verhindertes Kommissionsmitglied kann sich für eine einzelne Sitzung durch ein anderes Ratsmitglied vertreten lassen. Ebenso wählen die Büros den Präsidenten und Vizepräsidenten für eine Amtsperiode von zwei Jahren.
Die SPK sind repräsentative Abordnungen ihres Rates, d. h., ihre Zusammensetzung richtet sich nach der Stärke der Fraktionen im Rat.
Anders als in einer parlamentarischen Demokratie stehen sich in den SPK nicht Regierungsmehrheit und Opposition gegenüber, sondern es bilden sich gemäss der Funktionsweise der schweizerischen Konkordanzdemokratie von Thema zu Thema wechselnde Mehrheiten. Die Stellung der SPK gegenüber der Regierung ist stark, weil die Regierung sich keiner Mehrheit sicher sein kann, sondern eine Mehrheit je nach Thema wieder neu suchen muss und dabei gelegentlich auch scheitert. Die SPK können unabhängig von der Regierung handeln, sind im Rat häufig erfolgreich mit Anträgen auf Änderung von Regierungsvorlagen oder mit eigenen, von der Regierung gelegentlich nicht unterstützten Vorlagen.
Die SPK-N hält in den Zwischenräumen zwischen den vier jährlichen ordentlichen Sessionen in der Regel jeweils zwei zweitägige Sitzungen ab, die SPK-S je eine zwei- und eine eintägige Sitzung. Dazu kommen bei Bedarf kürzere Sitzungen während der Sessionen.
Nach Art. 14 GRN und Art. 11 GRS können die SPK Subkommissionen einsetzen und diese mit einem Auftrag betrauen.